# Mrs Aaron Ward
Mrs Aaron Ward est un cultivar de rosier hybride de thé obtenu en 1907 par le rosiériste français Joseph Pernet-Ducher. Elle doit son nom à l'épouse de l'amiral Aaron Ward de l'United States Navy (1851-1918), passionnée de roses comme son mari, dans leur propriété de Willowmere à Long Island. Pernet-Ducher a aussi dédié une rose à l'amiral en 1915, dénommée 'Admiral Ward'.

## Description
Le buisson de port érigé s'élève en moyenne à 60 cm de hauteur. Son feuillage dense est vert foncé à l'aspect vernissé. Ses branches sont épineuses. Les fleurs modérément parfumées sont jaune très pâle aux nuances plus soutenues au cœur, avec des reflets saumonés. Elles sont grandes (12 cm de diamètre) et doubles et comportent 17 à 25 pétales. La floraison la plus importante a lieu à la fin du printemps, puis d'autres plus dispersées jusqu'aux premières gelées.
Sa zone de rusticité est de 6b à 9b. Il s'agit donc d'une rose vigoureuse. Elle convient aux jardins et comme fleur coupée. Ce cultivar existe aussi en rosier grimpant.